# Васильчиков, Николай Александрович
Николай Александрович Васильчиков (9 [20] мая 1799 — 20 июля [1 августа] 1864) — представитель старшей ветви рода Васильчиковых, корнет лейб-гвардии Кавалергардского полка, декабрист.

## Биография
Николай Александрович родился в семье Александра Ивановича Васильчикова, родного племянника фаворита Екатерины II, и Екатерины Ивановны, урождённой Грековой.  Троюродный брат директора Эрмитажа А. А. Васильчикова. Получил домашнее образование. Закончив Пажеский корпус, в 1820 году вступил юнкером в лейб-гвардии Кавалергардский полк; в 1822 году получил чин корнета.

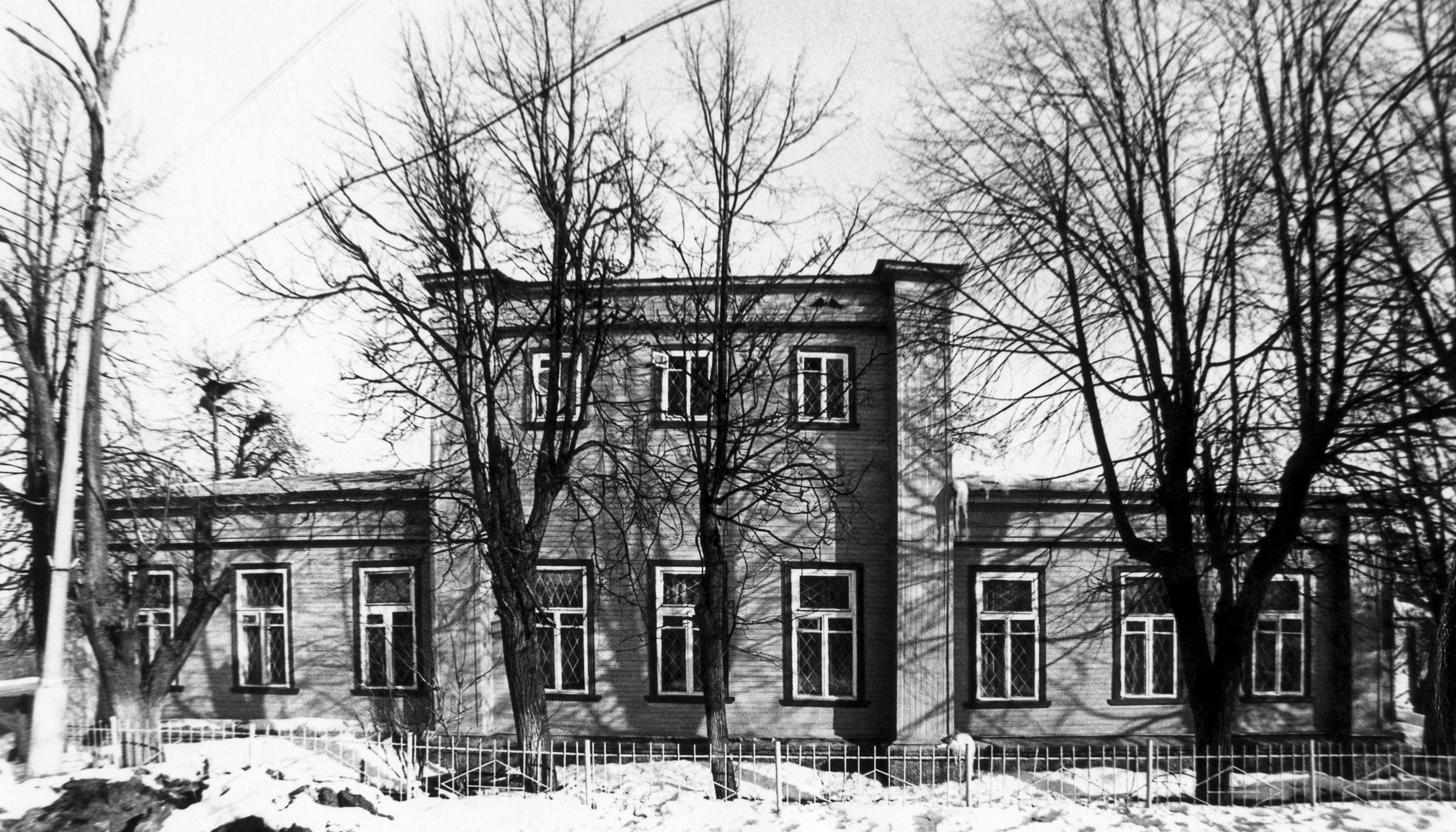
Дом усадьбы Васильчиковых

В полку Васильчиков сблизился с членом тайного общества Свистуновым. В 1825 году сам стал членом петербургской ячейки Южного общества, участвовал в работе Северного общества. В «Алфавите Боровкова» было отмечено:

Членом был Северного общества с 1825 года. Знал только, что целию оного было введение конституции, но никакого в том участия не принимал; старался уклониться общества и даже с принявшим его ничего не говорил об оном. Отвечал чистосердечно и изъявлял раскаяние. Во время происшествия 14 декабря был вне Санкт-Петербурга. Содержался в крепости с 29-го генваря 

По докладу Комиссии 15 июня высочайше повелено, продержав ещё месяц в крепости, выписать тем же чином в полки 5 резервного кавалерийского корпуса и ежемесячно доносить о поведении.
— Декабристы. Биографический справочник / Под редакцией М. В. Нечкиной. — М.: Наука, 1988. — С. 236. — 50 000 экз. — ISBN 5-02-009485-4.
7 июля 1826 года был переведён в Тверской драгунский полк, направленный на Кавказ, затем переведён в Серпуховский уланский полк. В апреле 1828 года зачислен в Харьковский уланский полк, с которым участвовал в русско-персидской войне 1826—1828 годов и русско-турецкой войне 1828—1829 годов. В сражениях отличался храбростью, был ранен в ногу, получил орден Святой Анны 4 степени.
Уволен с военной службы 14 августа 1830 года корнетом. Над ним был учреждён строжайший надзор и было запрещено проживание в столице и крупных городах Российской империи. Жил в подмосковном Всехсвятском; в 1831 году после ходатайства матери, обратившейся к дальнему родственнику князю Иллариону Васильевичу Васильчикову, Николаю Александровичу было разрешено проживание в Москве.
В 1832 году он поступил на службу при московском генерал-губернаторе светлейшем князе Д. В. Голицыне, который также приходился ему родственником через его супругу Татьяну Васильевну — родную сестру князя Илариона Васильевича Васильчикова. 20 февраля 1839 года Н. А. Васильчиков через графа А. Х. Бенкендорфа подал прошение о помиловании, которое было удовлетворено 9 мая 1839 года.
Скончался Николай Александрович 20 июля (1 августа) 1864 года. Похоронен в Москве в Симоновом монастыре рядом с женой (могила не сохранилась). Там же был похоронен их сын Николай.

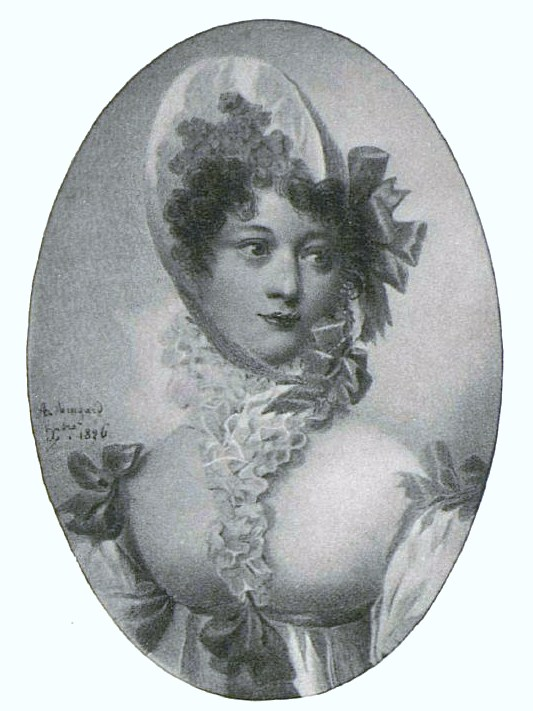
Екатерина Петровна, жена.

Симонов монастырь. Надгробия Васильчикова Н.А. и его жены (не задолго до разорения монастырского некрополя). 1928 год.

## Брак и дети
Николай Александрович был женат на Екатерине Петровне Демидовой (19.11.1801—10.07.1851), дочери кригс-комиссара Петра Ивановича Демидова (1755—1818) и Александры Михайловны, урожд. Красненковой (1770—1847).
- Николай Николаевич (04.12.1830—09.11.1833)
- Екатерина Николаевна  (1832—1894) — супруга Самуила Александровича Панчулидзева (1825—1893).